# Convocazioni per la Coppa del mondo per club FIFA 2006
Elenco dei giocatori convocati da ciascun club partecipante alla Coppa del mondo per club FIFA 2006.

## Club

### Al-Ahly
Allenatore:  Manuel José de Jesus
| N. |                   | Ruolo | Calciatore          |
| -- | ----------------- | ----- | ------------------- |
| 1  | Egitto (bandiera) | P     | Essam El-Hadary     |
| 2  | Egitto (bandiera) | D     | Islam El-Shater     |
| 3  | Egitto (bandiera) | C     | Tarek El-Said       |
| 4  | Egitto (bandiera) | D     | Emad El-Nahhas      |
| 5  | Egitto (bandiera) | D     | Ahmad El-Sayed      |
| 6  | Egitto (bandiera) | D     | Wael Gomaa          |
| 7  | Egitto (bandiera) | D     | Shady Mohamed       |
| 8  | Egitto (bandiera) | C     | Ahmad Sedik         |
| 9  | Egitto (bandiera) | A     | Emad Moteab         |
| 10 | Egitto (bandiera) | C     | Wael Riad           |
| 11 | Egitto (bandiera) | D     | Mohamed Abdallah    |
| 12 | Egitto (bandiera) | D     | Ahmad Shedid Qinawi |

| N. |                   | Ruolo | Calciatore         |
| -- | ----------------- | ----- | ------------------ |
| 13 | Egitto (bandiera) | C     | Hossam Ashour      |
| 14 | Egitto (bandiera) | C     | Hassan Mostafa     |
| 15 | Egitto (bandiera) | D     | Abdulilah Galal    |
| 16 | Ghana (bandiera)  | C     | Akwety Mensah      |
| 17 | Egitto (bandiera) | C     | Mohamed Shawky     |
| 18 | Egitto (bandiera) | A     | Osama Hosny        |
| 19 | Egitto (bandiera) | P     | Amir AbdulHamid    |
| 20 | Egitto (bandiera) | D     | Mohamed Sedik      |
| 21 | Egitto (bandiera) | P     | Nader El-Sayed     |
| 22 | Egitto (bandiera) | A     | Mohamed Aboutreika |
| 23 | Angola (bandiera) | A     | Flávio             |

### Auckland City
Allenatore:  Allan Jones
| N. |                          | Ruolo | Calciatore        |
| -- | ------------------------ | ----- | ----------------- |
| 1  | Nuova Zelanda (bandiera) | P     | Ross Nicholson    |
| 2  | Nuova Zelanda (bandiera) | C     | Jason Hayne       |
| 3  | Nuova Zelanda (bandiera) | D     | Ben Sigmund       |
| 4  | Galles (bandiera)        | C     | Paul Seaman       |
| 5  | Nuova Zelanda (bandiera) | D     | Jonathan Perry    |
| 6  | Inghilterra (bandiera)   | C     | Liam Mulrooney    |
| 7  | Nuova Zelanda (bandiera) | D     | James Pritchett   |
| 8  | Nuova Zelanda (bandiera) | C     | Jonathan Smith    |
| 9  | Nuova Zelanda (bandiera) | A     | Paul Urlovic      |
| 10 | Sudafrica (bandiera)     | A     | Grant Young       |
| 11 | Inghilterra (bandiera)   | C     | Neil Sykes        |
| 12 | Nuova Zelanda (bandiera) | P     | Richard Gillespie |

| N. |                          | Ruolo | Calciatore       |
| -- | ------------------------ | ----- | ---------------- |
| 13 | Nuova Zelanda (bandiera) | D     | Cole Tinkler     |
| 14 | Sudafrica (bandiera)     | A     | Keryn Jordan     |
| 15 | Inghilterra (bandiera)   | D     | Dean Gordon      |
| 16 | Giappone (bandiera)      | C     | Teruo Iwamoto    |
| 17 | Nuova Zelanda (bandiera) | D     | Paul Vodanovich  |
| 18 | Brasile (bandiera)       | D     | Luiz del Monte   |
| 19 | Nuova Zelanda (bandiera) | C     | Chad Coombes     |
| 20 | Nuova Zelanda (bandiera) | D     | Greg Uhlmann     |
| 21 | Nuova Zelanda (bandiera) | D     | Riki van Steeden |
| 22 | Scozia (bandiera)        | C     | Bryan Little     |
| 23 | Scozia (bandiera)        | P     | Mark Fulcher     |

### Barcellona
Allenatore:  Frank Rijkaard
| N. |                        | Ruolo | Calciatore               |
| -- | ---------------------- | ----- | ------------------------ |
| 1  | Spagna (bandiera)      | P     | Víctor Valdés            |
| 2  | Brasile (bandiera)     | D     | Juliano Belletti         |
| 3  | Brasile (bandiera)     | C     | Thiago Motta             |
| 4  | Messico (bandiera)     | C     | Rafael Márquez           |
| 5  | Spagna (bandiera)      | D     | Carles Puyol             |
| 6  | Spagna (bandiera)      | C     | Xavi                     |
| 7  | Islanda (bandiera)     | A     | Eiður Guðjohnsen         |
| 8  | Francia (bandiera)     | A     | Ludovic Giuly            |
| 10 | Brasile (bandiera)     | A     | Ronaldinho               |
| 11 | Italia (bandiera)      | D     | Gianluca Zambrotta       |
| 12 | Paesi Bassi (bandiera) | D     | Giovanni van Bronckhorst |
| 15 | Brasile (bandiera)     | D     | Edmílson                 |

| N. |                       | Ruolo | Calciatore         |
| -- | --------------------- | ----- | ------------------ |
| 16 | Brasile (bandiera)    | D     | Sylvinho           |
| 18 | Spagna (bandiera)     | A     | Santiago Ezquerro  |
| 20 | Portogallo (bandiera) | C     | Deco               |
| 21 | Francia (bandiera)    | D     | Lilian Thuram      |
| 22 | Argentina (bandiera)  | A     | Javier Saviola     |
| 23 | Spagna (bandiera)     | D     | Oleguer            |
| 24 | Spagna (bandiera)     | C     | Andrés Iniesta     |
| 25 | Spagna (bandiera)     | P     | Albert Jorquera    |
| 28 | Spagna (bandiera)     | P     | Rubén              |
| 31 | Messico (bandiera)    | A     | Giovani dos Santos |
| 32 | Spagna (bandiera)     | C     | Marc Crosas        |

### Club América
Allenatore:  Luis Fernando Tena
| N. |                      | Ruolo | Calciatore                   |
| -- | -------------------- | ----- | ---------------------------- |
| 1  | Messico (bandiera)   | P     | Guillermo Ochoa              |
| 2  | Messico (bandiera)   | D     | Ismael Rodríguez             |
| 3  | Messico (bandiera)   | D     | José Antonio Castro González |
| 4  | Messico (bandiera)   | D     | Óscar Rojas                  |
| 5  | Messico (bandiera)   | D     | Duilio Davino                |
| 6  | Messico (bandiera)   | D     | Diego Cervantes              |
| 7  | Argentina (bandiera) | A     | Claudio López                |
| 8  | Argentina (bandiera) | A     | Vicente Matías Vuoso         |
| 9  | Paraguay (bandiera)  | A     | Salvador Cabañas             |
| 10 | Messico (bandiera)   | C     | Cuauhtémoc Blanco            |
| 11 | Brasile (bandiera)   | C     | Fabiano                      |
| 12 | Messico (bandiera)   | P     | Alberto Becerra              |

| N. |                     | Ruolo | Calciatore              |
| -- | ------------------- | ----- | ----------------------- |
| 13 | Messico (bandiera)  | C     | Juan Carlos Mosqueda    |
| 14 | Messico (bandiera)  | D     | Carlos Infante          |
| 15 | Messico (bandiera)  | D     | Raúl Salinas            |
| 16 | Cile (bandiera)     | D     | Ricardo Francisco Rojas |
| 17 | Messico (bandiera)  | C     | Ignacio Torres          |
| 18 | Messico (bandiera)  | C     | Germán Villa            |
| 19 | Messico (bandiera)  | C     | Fabian Pena             |
| 20 | Messico (bandiera)  | C     | Alejandro Arguello      |
| 21 | Messico (bandiera)  | P     | Armando Navarrete       |
| 22 | Messico (bandiera)  | C     | Alvin Mendoza           |
| 23 | Paraguay (bandiera) | A     | Nelson Cuevas           |

### Internacional
Allenatore:  Abel Braga
| N. |                    | Ruolo | Calciatore          |
| -- | ------------------ | ----- | ------------------- |
| 1  | Brasile (bandiera) | P     | Clemer              |
| 2  | Brasile (bandiera) | D     | Ceará               |
| 3  | Brasile (bandiera) | D     | Índio               |
| 4  | Brasile (bandiera) | D     | Fabiano Eller       |
| 5  | Brasile (bandiera) | C     | Wellington Monteiro |
| 6  | Perù (bandiera)    | D     | Martín Hidalgo      |
| 7  | Brasile (bandiera) | C     | Alex                |
| 8  | Brasile (bandiera) | C     | Edinho              |
| 9  | Brasile (bandiera) | A     | Fernandão           |
| 10 | Brasile (bandiera) | A     | Iarley              |
| 11 | Brasile (bandiera) | A     | Alexandre Pato      |
| 12 | Brasile (bandiera) | P     | Renan               |

| N. |                     | Ruolo | Calciatore     |
| -- | ------------------- | ----- | -------------- |
| 13 | Brasile (bandiera)  | D     | Ediglê         |
| 14 | Brasile (bandiera)  | C     | Fabinho        |
| 15 | Brasile (bandiera)  | D     | Rubens Cardoso |
| 16 | Brasile (bandiera)  | C     | Adriano        |
| 17 | Colombia (bandiera) | C     | Fabián Vargas  |
| 18 | Brasile (bandiera)  | A     | Luiz Adriano   |
| 19 | Brasile (bandiera)  | A     | Léo            |
| 20 | Brasile (bandiera)  | C     | Perdigão       |
| 21 | Brasile (bandiera)  | D     | Élder Granja   |
| 22 | Brasile (bandiera)  | P     | Marcelo Boeck  |
| 23 | Brasile (bandiera)  | A     | Michel         |

### Jeonbuk Hyundai Motors
Allenatore:  Choi Kang-Hee
| N. |                          | Ruolo | Calciatore      |
| -- | ------------------------ | ----- | --------------- |
| 1  | Corea del Sud (bandiera) | P     | Lee Kwang-Suk   |
| 2  | Corea del Sud (bandiera) | D     | Choi Chul-Soon  |
| 3  | Corea del Sud (bandiera) | A     | Jung Soo-Jong   |
| 4  | Corea del Sud (bandiera) | D     | Choi Jin-Cheul  |
| 5  | Corea del Sud (bandiera) | D     | Kim Young-Sun   |
| 6  | Corea del Sud (bandiera) | D     | Kim Hyun-Soo    |
| 7  | Corea del Sud (bandiera) | C     | Jang Ji-Hyun    |
| 8  | Corea del Sud (bandiera) | C     | Chung Jung-Kwan |
| 9  | Corea del Sud (bandiera) | C     | Han Je-Kwang    |
| 10 | Brasile (bandiera)       | C     | Botti           |
| 11 | Corea del Sud (bandiera) | D     | Wang Jung-Hyun  |
| 12 | Corea del Sud (bandiera) | C     | Jeon Kwang-Hwan |

| N. |                          | Ruolo | Calciatore     |
| -- | ------------------------ | ----- | -------------- |
| 13 | Corea del Sud (bandiera) | C     | Shin Sang-Hoon |
| 14 | Corea del Sud (bandiera) | C     | Lee Hyun-Seung |
| 15 | Brasile (bandiera)       | A     | Ze Carlo       |
| 16 | Corea del Sud (bandiera) | D     | Lim You-Hwan   |
| 17 | Corea del Sud (bandiera) | C     | Kim Young-Sin  |
| 18 | Corea del Sud (bandiera) | D     | Heo Hoon-Goo   |
| 19 | Corea del Sud (bandiera) | C     | Kwon Jip       |
| 20 | Corea del Sud (bandiera) | D     | Kim In-Ho      |
| 21 | Corea del Sud (bandiera) | P     | Kwoun Sun-Tae  |
| 22 | Corea del Sud (bandiera) | C     | Kim Hyung-bum  |
| 23 | Corea del Sud (bandiera) | P     | Sung Kyung-Il  |